# Анфеста
Anfesta stankovskii (лат.) — вимерлий вид безхребетних з типу тридольних (Trilobozoa). Рештки були виявлені в Архангельській області на узбережжі Білого моря і датовані Едіакарієм. Діаметр скам'янілостей — близько 18 мм.
Округла медузоподібна прикріплена або малорухлива донна тварина. Спосіб харчування — осмотрофний.
Від центру під кутом 120° відходять три округлих валики з закругленими кінцями (імовірно, відповідають гонадам). Парасольки розділені на вузькі радіальні лопаті з роздвоєними закінченнями довжиною 5 мм і товщиною до 1,3 мм. З центру парасольки виходять радіальні канали, які двічі діхотимують у напрямку до краю парасольки. Число каналів завжди кратно трьом.
За будовою близькі до двох інших родів вендських медуз: Skinneria і Albumares, для яких теж характерна тридольна радіальна симетрія, яка не зустрічається у пізніших кишковопорожнинних. Відмінність від Skinneria полягає у формі та розташуванні гонад і наявності лопатей парасольки. Albumares, при значній схожості плану будови з Anfesta, має форму трилисника.
Місця знахідок скам'янілостей:
- Росія, Архангельська область, Зимовий берег і р. Характ, формація Усть-Пінега.
- Південна Австралія.